# Dolicheremaeus furcillatus
Dolicheremaeus furcillatus är en kvalsterart som beskrevs av Sandór Mahunka 1977. Dolicheremaeus furcillatus ingår i släktet Dolicheremaeus och familjen Tetracondylidae. Inga underarter finns listade i Catalogue of Life.